# Sergueï Volkov (cosmonaute)
Pour les articles homonymes, voir Sergueï Volkov et Volkov.
Sergueï Aleksandrovitch Volkov (en russe : Сергей Александрович Волков), né le 1er avril 1973, à Tchouhouïv, en RSS d'Ukraine (Union soviétique), est le premier cosmonaute de seconde génération, étant le fils du cosmonaute Aleksandr Volkov.

## Biographie
Après avoir terminé ses études, Sergueï Volkov fait sa carrière dans l'armée de l'air, pilotant des avions comme, les Aero Vodochody L-29 et L-39, l'Iliouchine Il-22 et le Tupolev Tu-134, totalisant 450 heures de vol. Il est pilote militaire de classe 3.
Il a été sélectionné en 1997 dans la sélection TsPK-12.
De décembre 1997 à novembre 1999, Sergueï Volkov suivit l'entraînement général de cosmonaute et se qualifie en novembre 1999. À partir de janvier 2000, il fait partie d'un groupe de cosmonautes qui s’entraînent pour des missions vers la Station spatiale internationale (ISS).
D'août 2001 à février 2003, Sergueï Volkov s'entraîne en tant que doublure d'un membre d'équipage de l'Expédition 7, comme commandant du Soyouz TMA et comme ingénieur de vol de l'ISS. De mars 2003 à décembre 2004, il s'entraîne avec l'équipe de lancement de l'Expédition 11. De janvier 2005 à février 2006, il s'entraîne avec un groupe de cosmonautes-testeurs pour des missions vers l'ISS. En février 2006, il est désigné comme doublure pour un membre de l'Expédition 13.
Volkov a été directeur adjoint, puis directeur du corps des pilotes-cosmonautes russes
Volkov a quitté Roscosmos en 2017.

## Vols réalisés
Volkov a participé à trois vols de longue durée à bord de la station spatiale internationale.
- Le 8 avril 2008, il commande  Soyouz TMA-12 puis l'expédition 17 (jusqu'à aujourd'hui, il est le plus jeune à avoir commandé l'ISS). Il revient sur Terre le 24 octobre 2008 en même temps que le touriste de l'espace Richard Garriott, lui aussi fils d'astronaute (fils d'Owen Garriott). Il réalise deux sorties extravéhiculaires (EVA) pendant cette mission.
- Le 7 juin 2011, il s'envole à bord de Soyouz TMA-02M, en tant que membre des expéditions 28 et 29. Il rentre le 22 novembre 2011. Il réalise une sortie extravéhiculaire (EVA) pendant cette mission.
- Le 2 septembre 2015, il décolle à bord de Soyouz TMA-18M, avec le Danois Andreas Mogensen et le Kazakh Aïdyn Aimbetov. Ayant participé aux expéditions 45 et 46, il revient sur Terre le 1er mars 2016. Il réalise une sortie extravéhiculaire (EVA) pendant cette mission.

## Galerie

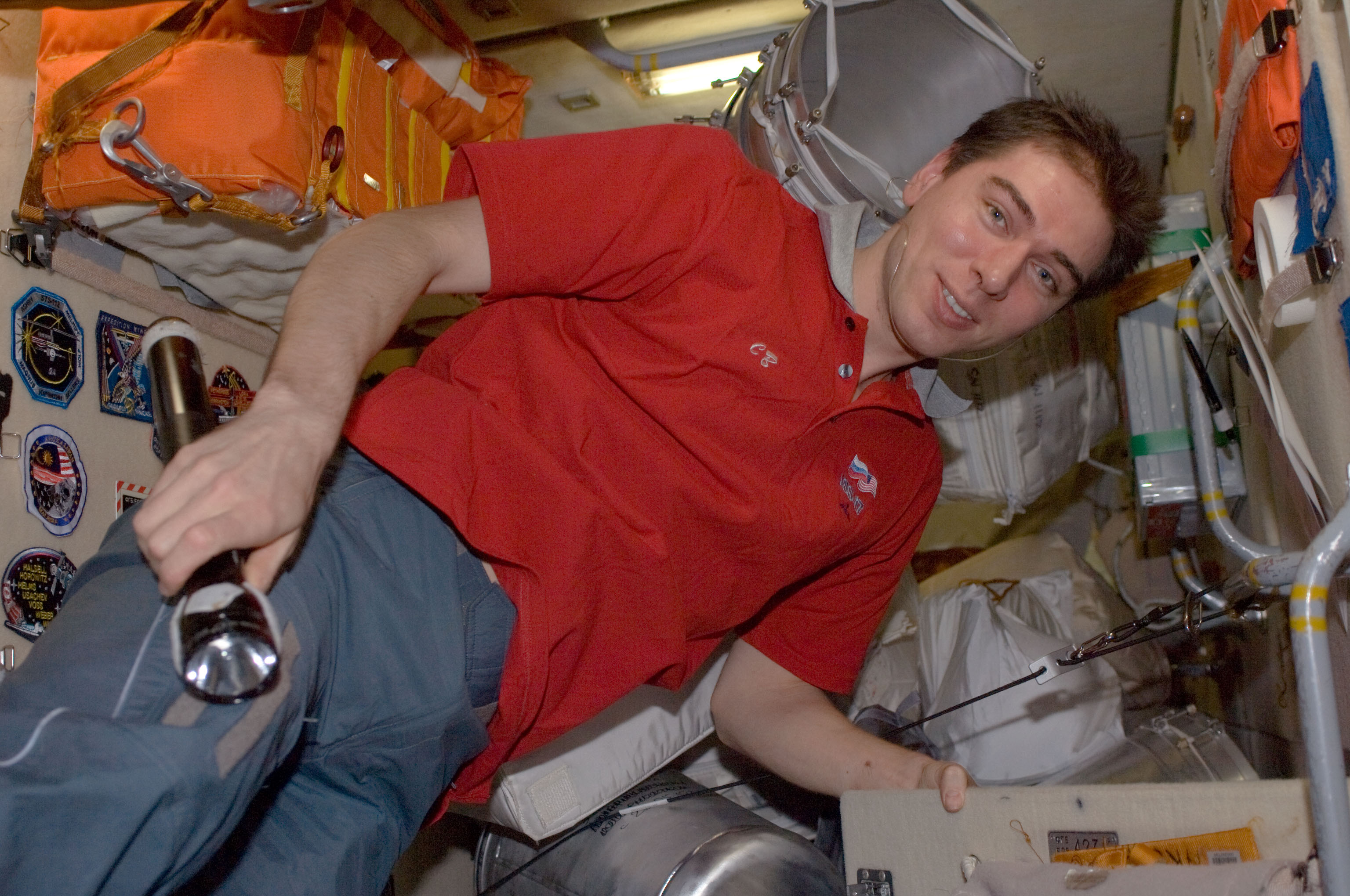
Volkov dans le module russe Zarya pendant sa première mission.
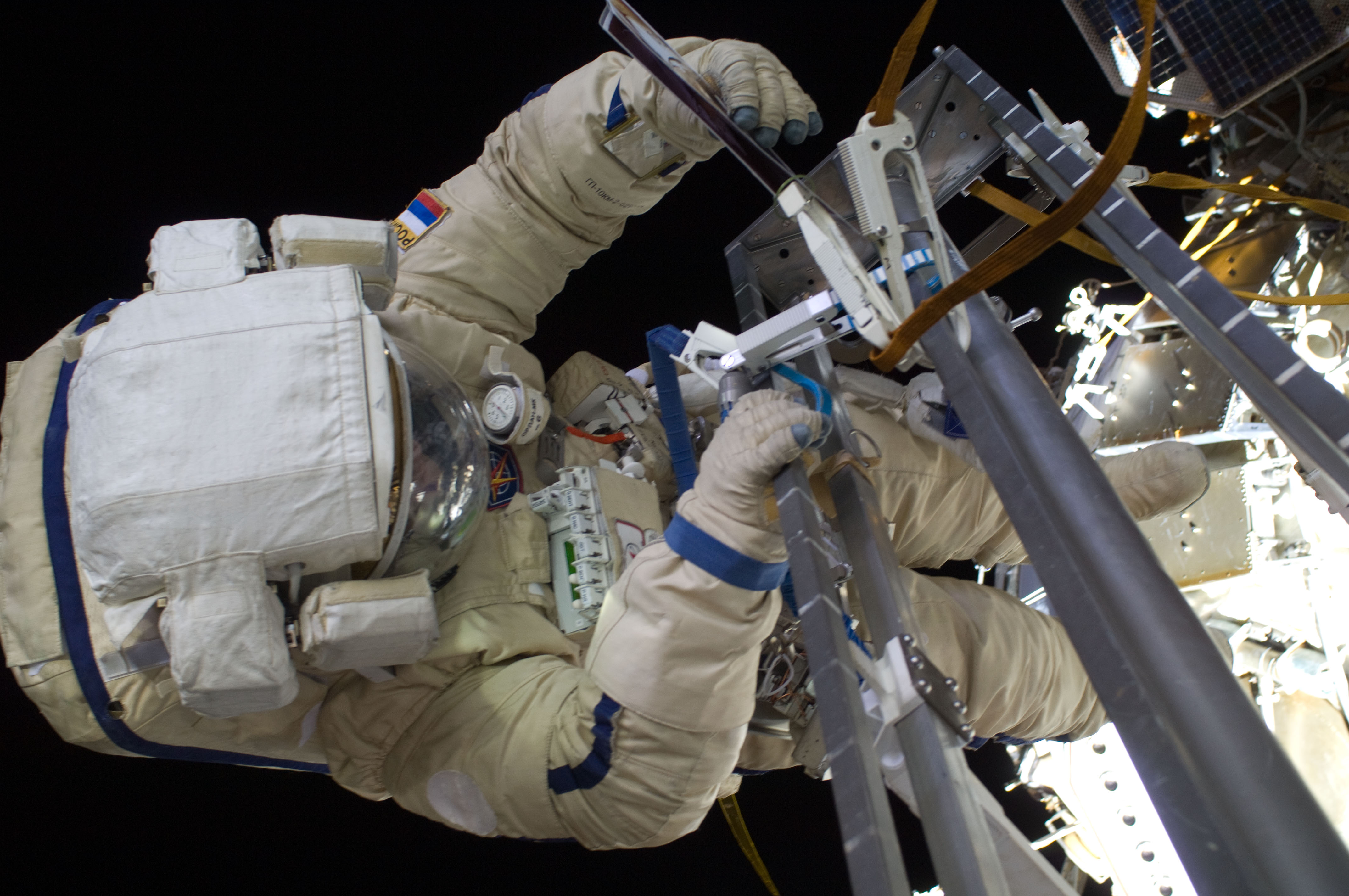
Sergey Volkov est ici en EVA pendant sa deuxième mission.
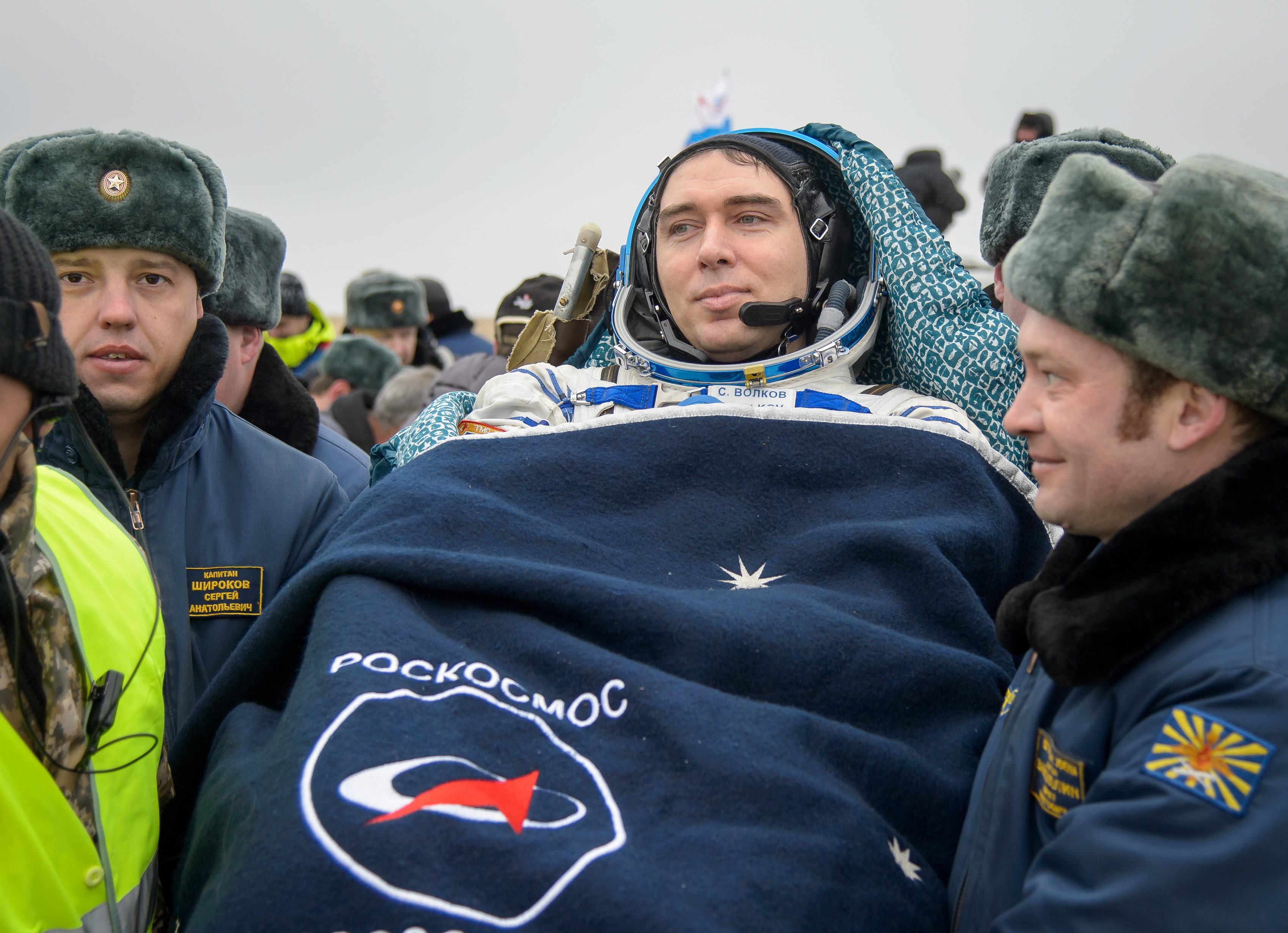
Sergey Volkov est ici au retour de sa troisième mission, dans les plaines du Kazakhstan.